# خدمات بهداشت عمومی ایالات متحده آمریکا
خدمات بهداشت عمومی ایالات متحده (به انگلیسی: United States Public Health Service) در سال ١٧٩٨ به عنوان یکی از شاخه‌های وزارت بهداشت و خدمات انسانی ایالات متحده آمریکا تأسیس شد. آژانس‌هایی مانند مرکز کنترل و پیشگیری بیماری (CDC)، سازمان غذا و دارو (FDA) و مؤسسات ملی بهداشت (NIH) از جمله آژانس‌هایی هستند که با خدمات بهداشت عمومی ایالات متحده همکاری دارند.

## پاسخ‌های اورژانسی از سال ۲۰۰۱
- ۲۰۰۱ - حملات ۱۱ سپتامبر
- ۲۰۰۴ - زمین‌لرزه و سونامی اقیانوس هند (۲۰۰۴)
- ۲۰۰۵ - توفند کاترینا
- ۲۰۰۵ - توفند ریتا
- ۲۰۰۶ - زمین‌لرزه هاوایی (۲۰۰۶ میلادی)[۱]
- ۲۰۰۸ - توفند گوستاو
- ۲۰۰۸ - توفند آیک
- ۲۰۰۹ - زمین‌لرزه ساموآ (۲۰۰۹ میلادی)
- ۲۰۱۰ - زمین‌لرزه هائیتی (۲۰۱۰)
- ۲۰۱۰ - لکه نفتی خلیج مکزیک
- ۲۰۱۱ - زمین‌لرزه و سونامی ۲۰۱۱ توهوکو
- ۲۰۱۲ - توفند سندی - نواحی ساحلی نیویورک/نیوجرسی